# Karl Bock (Politiker)
Karl Bock (* 27. Oktober 1886 in Libotitz, Österreich-Ungarn; † 8. Oktober 1946 in Langeneichstädt, Sachsen-Anhalt) war ein tschechoslowakischer Politiker (Sudetendeutsche Partei) deutscher Nationalität. Er war von 1935 bis 1938 Abgeordneter des Tschechoslowakischen Abgeordnetenhauses.

## Leben und Werk
Bock lebte als Geschäftsmann in Saaz. Er wurde Mitglied der Sudetendeutschen Partei und 1935 in das Abgeordnetenhaus der Tschechoslowakei gewählt. Nach der deutschen Besetzung des Sudetenlandes infolge des Münchner Abkommens erlosch sein Mandat am 30. Oktober 1938. Am 8. Januar 1939 beantragte er die Aufnahme in die NSDAP und wurde rückwirkend zum 1. November 1938 aufgenommen (Mitgliedsnummer 6.752.328). Unmittelbar nach Ende des Zweiten Weltkrieges wurde er als deutscher Nationalsozialist aus der wiedergegründeten Tschechoslowakei ausgewiesen und starb kurze Zeit später in der Sowjetischen Besatzungszone.